# Nobody (원더걸스의 노래)
《Nobody》는 원더걸스의 첫 번째 EP 음반인 《The Wonder Years - Trilogy》에 수록된 노래이다. 대한민국에서는 2008년 9월 22일에 디지털 다운로드 싱글로 발매되었다. 박진영이 작사, 작곡을 맡았으며 한국어, 영어, 일본어, 중국어 버전으로 발표되었다.
대한민국에서는 발매와 함께 주요 포털 사이트 검색어 1위, 각종 디지털 음원 사이트 1위를 기록했다. 엠카운트다운 라이브 영상은 2011년 9월 1일에 소녀시대의 노래 《Gee》에 의해 깨질 때까지 유튜브에서 가장 많이 시청한 K-Pop 영상으로 기록되었다. 2011년에는 K-Pop에서 최초로 유튜브 조회 수 5,000만 건을 기록했다. 빌보드는 이 노래를 역대 최고의 걸 그룹 100곡 가운데 43위로 평가했다.

## 출시 과정
《Nobody》는 대한민국, 미국, 중국, 일본에서 출시되었다. 대한민국에서는 《The Wonder Years - Trilogy》에 처음 수록되었는데 리믹스 버전, 반주 버전과 함께 수록되었다. 대한민국에서는 모든 음악 차트에서 대히트를 기록했고 4,648,973번의 디지털 다운로드 기록을 수립했다.
미국에서는 2009년에 원더걸스의 공식 마이스페이스 웹사이트를 통해 싱글 형식으로 처음 공개되었으며 2009년 6월에는 JYP 엔터테인먼트에 의해 공식 발매되었다. 2009년 6월 26일에는 아이튠즈에서 공개되었고 6월 27일에는 아마존 MP3에서 공개되었다. 2009년 10월 31일에는 빌보드 핫 100에서 76위를 기록하여 대한민국의 음악 그룹으로는 처음으로 빌보드 핫 100에 오르는 영예를 안았다. 2012년 2월에는 미국에서 120,000장이 판매되는 성과를 기록했고 미국에서는 78,000번의 디지털 다운로드 기록을 수립했다.
원더걸스는 2010년에 중국·대만 시장을 겨냥하여 데뷔 이후에 출시된 노래 13곡이 수록된 싱글 음반을 출시했다. 특히 중국 버전에서는 《Nobody》 이외에 《Tell Me》, 《So Hot》의 중국어 버전이 수록되었다. 원더걸스는 중국에서 출시된 《Nobody》, 《Tell Me》, 《2 Different Tears》을 통해 5,371,903번의 디지털 다운로드 기록을 수립했고 2011년에는 중국이동통신 무선 음악장에서 최고 판매 해외 그룹상을 수상하게 된다.
원더걸스는 2012년 5월에 일본에서 데프스타 레코드를 통해 《Nobody》의 일본어 버전인 《Nobody -당신 밖에 보이지 않아-》(Nobody ～あなたしか見えない～)를 공식 출시했다. 2012년 7월 25일에는 《Nobody》의 일본어 EP 음반인 《Nobody For Everybody》가 출시되었는데 뮤직비디오와 라이브 공연이 함께 수록된 DVD도 출시되었다.

### 리믹스
원더걸스가 출연한 각종 시상식과 연말 특집을 위해 《Nobody》의 다양한 리믹스가 제작됐다. 원더걸스는 2008년 M.net KM 뮤직 페스티벌(MKMF)에서 《Nobody》의 탱고 버전, 디스코 버전을 공연했다. 2008년 골든디스크 시상식에서는 독특한 리믹스 양식을 띤 《Nobody》의 짧은 영상을 선보였다. 2009년 10월 11일에는 미국의 디스크 자키인 제이슨 네빈스에 의해 《Nobody》의 공식적인 미국 리믹스 버전이 공개되었다.

### 출시 역사
| 지역     | 날짜            | 포맷               | 레이블          |
| -------- | --------------- | ------------------ | --------------- |
| 대한민국 | 2008년 9월 22일 | CD 디지털 다운로드 | JYP             |
| 미국     | 2009년 6월 26일 | 디지털 다운로드    | JYP             |
| 미국     | 2009년 9월 30일 | CD                 | JYP             |
| 중국     | 2010년 2월 10일 | CD 디지털 다운로드 | JYP             |
| 일본     | 2012년 7월 25일 | EP                 | 데프스타 레코드 |

## 뮤직비디오
뮤직비디오는 박진영이 백업 가수인 원더걸스와 함께 1960년대 모타운 스타일의 콘서트를 여는 것으로 시작된다. 공연이 끝난 이후에 몇몇 음반 회사 경영진들은 박진영에게 1960년대 양식을 띤 음악 공연에서 데뷔하기 위해 준비한 《Nobody》라는 노래의 악보를 건네준다. 하지만 공연이 시작되기 몇 분 전에 화장실에 들어간 박진영은 화장지를 사용할 수 없다는 것을 깨닫게 된다. 박진영이 미친 듯이 도움을 요청하자 무대 위의 모든 사람들은 공연이 시작되면서 박진영이 어디에 있는지 궁금해하기 시작한다. 그리고 나서 음반 회사 경영진들은 원더걸스에게 마이크 스탠드를 앞으로 가져와서 중앙 무대에 올라가라는 손짓을 보내고 원더걸스는 중앙 무대에서 《Nobody》를 부르게 된다. 이들의 공연이 끝날 무렵에 박진영은 마침내 원더걸스의 공연을 축하하기 위해 무대에 나타난다. 이 곡이 연주되는 동안에 이 영상은 원더걸스가 슈퍼스타로 진출하는 경력의 몽타주가 된다. 박진영은 뮤직비디오가 끝날 무렵에 다른 화장실 칸에 들어가서 화장지가 있는 것을 본다. 불행하게도 박진영은 화장지의 마지막 부분을 꺼내고 다시 한번 도움을 요청한다.

## 수록곡

### 미국 디지털 다운로드
1. "Nobody (English Version)"

### 미국 싱글
| #  | 제목                                                                                | 작사 | 프로듀서                                                                                         | 재생 시간 |
| -- | ----------------------------------------------------------------------------------- | ---- | ------------------------------------------------------------------------------------------------ | --------- |
| 1. | 〈Nobody〉 (featuring background vocals by J.Y. Park "The Asiansoul" and Kim Hyuna) | Park | Park Woo Seok Rhee "Rainstone" Ho Yoon Moon "Moonworker" Jun Soo Nuh Brian Stanley Brian Gardner | 3:37      |
| 2. | 〈Nobody〉 (Jason Nevins Remix)                                                     | Park | Park Woo Seok Rhee "Rainstone" Ho Yoon Moon "Moonworker" Jun Soo Nuh Brian Stanley Brian Gardner | 3:35      |
| 3. | 〈Nobody〉 (Karaoke)                                                                |      |                                                                                                  | 3:34      |

### 일본 EP
| #  | 제목                                                                                         | 작사              | 프로듀서                                                                             | 재생 시간 |
| -- | -------------------------------------------------------------------------------------------- | ----------------- | ------------------------------------------------------------------------------------ | --------- |
| 1. | 〈Nobody〉 (Japanese version) (Nobody ～あなたしか見えない～)                                |                   | J.Y. Park "The Asiansoul" Woo Seok Rhee "Rainstone"                                  | 3:34      |
| 2. | 〈Nobody〉 (2012 Korean version) (featuring background vocals by J.Y. Park "The Asiansoul")  | Park              | Park Rainstone                                                                       | 3:34      |
| 3. | 〈Nobody〉 (2012 English version) (featuring background vocals by J.Y. Park "The Asiansoul") | Park              | Park Rainstone Ho Yoon Moon "Moonworker" Jun Soo Nuh Brian Stanley Brian Gardner     | 3:34      |
| 4. | 〈Be My Baby〉                                                                               | Park              | Park                                                                                 | 3:31      |
| 5. | 〈Saying I Love You〉 (2012 version)                                                         | Park Yeeun        | Yeeun Sin Eun Ji Sin Seog Cheol Sin Hyeon Gwon Gil Eun Gyeong Lyu Yeong Min K String | 3:55      |
| 6. | 〈You’re Out〉 (2012 version) (ボーナストラック; bonus track)                                | Park Hong Ji-sang | Park Hong                                                                            | 3:11      |

## 차트
| 차트 (2008년 ~ 2009년)       | 최고 순위 |
| ---------------------------- | --------- |
| 빌보드 핫 100                | 76위      |
| 빌보드 히트시커스 송         | 4위       |
| 빌보드 올해의 핫 싱글 세이즈 | 1위       |

## 수상
- 《2008년 9월 싸이월드 디지털 뮤직 어워드》 - Song Of The Month
- 《2008년 10월 싸이월드 디지털 뮤직 어워드》 - Song Of The Month
- KBS 《뮤직뱅크》 K-chart - 2008년 10월 3일 디지털 음원 1위
- KBS 《뮤직뱅크》 K-chart - 2008년 10월 10일 디지털 음원 1위
- KBS 《뮤직뱅크》 K-chart - 2008년 10월 17일 디지털 음원 1위
- KBS 《뮤직뱅크》 K-chart - 2008년 10월 24일 디지털 음원 1위
- 《2008년 제10회 M.net KM Music Festival (MKMF)》 - 여자 그룹상
- 《2008년 제10회 M.net KM Music Festival (MKMF)》 - 뮤직비디오 작품상
- 《2008년 제10회 M.net KM Music Festival (MKMF)》 - 올해의 노래상